# Силвестер Омски
Архиепископ Силвестер (рођ. Јустин Лвович Олшевски; 15. јуна 1860, Косовка, Сквирски округ, Кијевска губернија — 10. марта 1920, Омск) — епископ Руске православне цркве; од 4. јуна 1915. епископ; од 1918. – архиепископ омско-павлодарски.
Руска православна црква га је уврстила у свете новомученике и исповеднике Русије 2000. године као светог мученика, али се од 2018. године, након расветљавања околности његове упокојења, назива светим исповедником.

## Биографија
Рођен 15. јуна 1860. године у селу Косовка, Сквирски округ, Кијевска губернија, у породици ђакона Лава Олшевског.
Завршио Кијевско-подолску богословску школу. Године 1883. завршио је Кијевску богословију, а 1887. године Кијевску богословску академију са степеном кандидата богословије. 1885-1889 био је кућни чтец ректору академије архимандриту Силвестру (Малеванском), који је слабо видео; пружио му је техничку помоћ у писању прва два тома петотомног дела Догматско богословље. Од 27. октобра 1887. године предавао је у парохијској школи у селу Липовка Кијевског округа, а од 15. јануара 1888. био је учитељ Закона Божијег у дворазредној министарској школи у граду Шполи године. исти округ, где су штундисти имали велики утицај.
Од 7. марта 1889. године – кијевски епархијски мисионар, учитељ парохијске школе Кијевског братства Светог Владимира, а од 1890. – полтавски епархијски мисионар и наставник историје, а од 1894. године – пастирско руководство, литургије и хомилетике у Полтавској богословији.
Две деценије се бавио мисионарством. Активно се противио развоју баптиста у Украјини, написао је књигу „Осуђивање Стунда у библијским текстовима“, критикујући ставове представника овог покрета, која је постала приручник за мисионаре и свештенике. Он је изјавио да су „отпадници, гомила различитих имена, издајници и непријатељи Свете Цркве, издајници и непријатељи државе, издајници и непријатељи свих Словена.
Рукоположен је за свештеника у монаштву 2. фебруара 1892. године; уписан у свештенство полтавског саборног храма. Од октобра 1892. до 1896. године - управник и учитељ полтавске женске недељне школе. Од 1896. године - епархијски надзорник црквених школа Полтавске епархије, члан савета Свето Макаријевог братства и епархијског школског савета; 12. маја 1902. године уздигнут је у чин протојереја.
1910. - председник Полтавског мисионарског савета, учесник три сверуска и два регионална мисионарска конгреса, доделио је напрсни златни крст са скупоценим накитом. 10. децембра је замонашен са именом Силвестар и узведен у чин архимандрита. Пре него што је пострижен, водио је дуги низ година монашки живот, живећи у скромној келији у манастирском хотелу.

## Епископ
Од 16. јануара 1911. - Епископ прилучки, викар Полтавске епархије.
Организовао је богословска читања за интелигенцију и лично учествовао у њима. На његову иницијативу створено је „Братство законоучитеља и учитеља у спомен оца Јована Кронштатског“ и објављен је Перејаславски полтавски патерикон. У обраћању које му је уручено поводом петнаестогодишњице црквено-школског рада, његове активности су окарактерисане овако: „По градовима и селима, по далеким и покрајинским ободима наше епархије, ширите ватрени позив на уједињени рад. и, разјашњавајући у свести свештенства свету мисију наше школе, тихо сте положили прве цигле у темеље тих школских зграда, чија је мрежа тако невероватном брзином покривала нашу Полтавску епархију“. Епархијски конгрес је 1911. године установио две стипендије назване по протојереју Јустину Олшевском у Полтавској и Лубенској женској епархијској школи, у знак сећања на његове активности.
Од 13. новембра 1914. - Епископ чељабински, први викар Оренбуршке епархије.
Од 4. јуна 1915. - епископ омско-павлодарски.
Одликован је орденима Руске империје: Свете Ане 3 (1905), 2. (1908) и 1. (1915) степена и Светог Владимира 3 степена (1912).
Године 1917. постао је члан Помесног Сабора Руске Православне Цркве, учествовао на 1. заседању; био је члан-чиновник Судске комисије при Епископској конференцији, заменик председника 9. и члан 3, ВИИ, 14 одељења.
Након што су бољшевичке власти донеле декрет о одвајању цркве од државе, организовао је верску литију у Омску (4. фебруара 1918), током које је апеловао на народ да сачува православну веру и заштити цркве од атеиста. У ноћи са 5. на 6. фебруар ухапсили су га бољшевици приликом хапшења, убили су епархијског економа, Николаја Цикура; Ови догађаји изазвали су негодовање међу парохијанима. Затворене су установе, продавнице, образовне установе, црвеногардисти су растерали људе по улицама. Власти су у почетку увеле опсадно стање у граду, али су 8. фебруара биле принуђене да ослободе епископа.
Патријарх Тихон га је 5. маја 1918. године уздигао у чин архијереја.

## Пратилац адмирала Колчака
Новембра 1918. године изабран је за начелника Привремене више црквене управе Сибира. У периоду док је био на овој функцији, у Сибиру је укинут декрет о раздвајању цркве од државе. Црква је добила одузету земљу и имовину, у школама је обновљено учење о Закону Божијем, обновљена је просветна делатност у пет богословија и пет богословских школа у Сибиру.
29. јануара 1919. положио је заклетву у адмиралу Александру Колчаку као врховном владару Русије. У марту је организовао верску процесију у којој су учествовали Колчак и чланови руске владе. Обновио је институт војних свештеника, а августа 1919. благословио учеснике конгреса руских козачких трупа. Црквена управа на чијем је челу слала је апеле који су објашњавали антихришћанску суштину бољшевизма. У Омску су излазили часописи „За Свету Русију” и „Сибирски јеванђелист”.
Активно је подржавао хришћански покрет који је настао на Источном фронту на иницијативу професора Дмитрија Болдирјева и протојереја Петра Рождественског, који су у Омску створили Хермогеново братство за организовање Бригада Часног крста и Зелене заставе. Владика је служио молебан пре испраћаја прве чете добровољачких крсташа на фронт, лично закачио крстове на прса команданта добровољаца, благословио крстове и знамења крсташког одреда и благословио чланове одреда иконом Светог Николе.

## Смрт
Након што је Омск напустила руска војска, остао је у својој епархији. Према његовом Житију, на основу публикација Ивана Шихатова, бољшевици су га ухапсили у Омску крајем 1919. године. Био је у затвору око два месеца, након чега је подвргнут окрутном мучењу, од чега је умро: Архиепископ Силвестар је затворен, где је мучен два месеца, тражећи од њега покајање. Не постигвши ништа, безбожници подвргоше светитеља суровој и болној смрти. Приковавши му руке за под и тако га разапевши, спалили су његово тело усијаним шипкама, а затим усијаним штапом проболи његово срце. Архиепископ Силвестар пострадао је 26. фебруара 1920. године.
Према документима које је пронашао главни специјалиста Историјског архива Омске области М.Ф. Панина, владика је ухапшен по доласку Црвених, али је на захтев мештана пуштен увече истог дана. протеран из владичанског дома. Живео је са свештеником Фјодором Чемагином и преминуо 10. марта 1920. од рака црева. Смрт архијереја од наведене болести пријављена је у матичној књизи умрлих за 3. округ Омска за 1920. годину. М.Ф. Панина је такође објавио писмо М.А.Столповског у којем се говори о природној смрти епископа Силвестра од „рака црева“ и његовој сахрани у „Саборној крипти“. Нису пронађени документи који потврђују хапшење архиепископа или његово задржавање у затвору. Историчар Цркве Андреј Кострјуков истиче да материјали Руске Заграничне Цркве у вези са прослављањем новомученика указују на то да је епископ Силвестар преминуо у марту, а не фебруару 1920. године.

## Канонизација
У новембру 1981. године Архијерејски Сабор РПЗЦ је канонизовао Сабор новомученика и исповедника Русије, али без канонизације по имену. Потом је епископ Силвестар уврштен у број новомученика без успостављања посебног дана сећања.
Године 1998. прослављен је као локално поштовани светитељ Омске епархије.
Мошти светитеља откривене су 16. јула 2005. године приликом ископавања темеља Успенског саборног храма, порушеног тридесетих година 19. века, у његовој Никољској капели. Аутентичност моштију тада је потврђена научним испитивањима.
У августу 2000. године Архијерејски Сабор Руске Православне Цркве канонизовао је светог Силвестра (Олшевског) и економа Николаја Цикуру за новомученике и исповеднике Русије.
Са благословом Патријарха Кирила од 18. маја 2018. године, у складу са ажурираним подацима Синодална комисија за канонизацију светих, архиепископа омског Силвестера (Олшевски) назавала је светим исповедником и помен му је померен са 26. фебруара на 10. март ( 9. марта у преступној години).

## Есеји
- Књига Премудрости Исусове, сина Сираховог // ИР НБУВ. Ф. 304. Д. 1082.
- Нацрт упутства за антишундистичке мисионарске свештенике југозападног региона // Водич за сеоске пастире. 1889. - бр. 24.
- О организацији образовања и обуке жена у државним школама // Водич за сеоске пастире. 1891. - бр. 16.
- Циљеви наше антисекташке мисије; Реч на отварању недељне женске школе // Полтавски епархијски гласник. 1892. - бр. 6, 23.
- Архимандрит Макариј Глухарев, оснивач Алтајске мисије // Полтавски епархијски гласник. 1893. - бр. 7.
- Рад и делатност Преводилачке комисије Православног мисионарског братства // Полтавски епархијски гласник. 1894. - бр. 8.
- Шеста годишњица полтавског огранка Мисионарског друштва.
- Реч поводом отварања споменика // Полтавски епархијски гласник. 1895. - бр. 5, 18.
- Жене јеванђелиста // Полтавски епархијски гласник. 1896. - бр. 4.
- Слово на дан Ваведења Господњег; Мисионарска природа парохијске школе међу секташким становништвом; Женске црквене школе; Школски празник // Полтавски епархијски гласник. 1897. - Бр. 5, 27, 30-32.
- Речи пред Покровом на Велики петак // Полтавски епархијски гласник. 1898. - бр. 11/12; 1899. - бр. 13; 1904. - бр. 12; 1905. - бр. 13; 1906. - бр. 11; 1908. - бр. 15; 1909. - бр. 11; 1910. - бр. 13.
- Беседа у недељу 1. Св. пентекосталци; Ворд; Реч на отварању педагошких курсева за наставнике // Полтавски епархијски гласник. 1898. - Бр. 7, 13, 19.
- Наша забајкалска мисија и ламаизам; Прослава женских централних школа; Реч деци // Полтавски епархијски гласник. 1899. - бр. 12-13, 18.
- Реч на отварању педагошких курсева за наставнике // Полтавски епархијски гласник. 1901. - бр. 7, 9.
- Речи на дан Св Ћирила и Методија; Слово на дан 100-годишњице Полтавске епархије // Полтавски епархијски гласник. 1903. - бр. 16; 1904. - бр. 1, 15.
- У знак сећања на Преосвећеног Теофана, пустињака Вишинског (9 његових писама валаамском старцу Агапију) // Полтавски епархијски гласник. 1905. - бр. 5-7.
- Место где је лежао Господ са анексом планова града Јерусалима и града Полтаве // Полтавски епархијски гласник. 1906. - бр. 4-6.
- Речи; [Полемички чланци] // Полтавски епархијски гласник. 1907. - бр. 7, 14, 21-23; 1908. - бр. 2, 9-10, 32, 36.
- Место где Господ лежи. Из палестинских разговора у полтавској катедрали. Полтава, 1907.
- Да ли сте у вери? - Полтава, 1909.
- Руски светитељи из лаика. Богословска читања. Полтава, 1909.
- Беседа у 40. дан по кончину протојереја. Јован Кронштатски; 25-годишњица наше централне школе // Полтавски епархијски гласник. 1909. - бр. 5, 21.
- Борба против штунда. Полтава, 1910 (3. изд.).
- Реч пред Горбањевским ликом Богородице // Полтавски епархијски вестник. 1910. - бр. 20.
- Денунцијација штунда у библијским текстовима. — 2нд ед. - Полтава, 1910.
- Мисионарски програм Божјег закона за основне школе. (Против секташа). - Полтава, 1910.
- Беседа при именовању епископа // Црквени гласник. Арр. 1911. - бр. 4.
- Пастирски молитвеник // Пастирски венац драгом свештенику о. Јован Кронштатски. Санкт Петербург, 1911. - С. 14-20.
- Јавно богословско читање. - Полтава, 1913.
- Путеви спасења. - Санкт Петербург, 1913.
- Реч при првом уласку у чељабинску катедралу; Какво би требало да буде хорско штиво // Оренбуршки епархијски гласник. 1915. - бр. 1, 41-44.
- Мисионарство у основној школи; Свештенству Омске епархије // Омски епархијски гласник. 1915. - бр. 19, 22, 24.
- Свештенство Омске епархије; Апел народу и свештенству; Порука пастви // Омски епархијски гласник. 1917. - бр. 7, 12, 15/16, 21.
- Верној деци омског стада у Христу // Омски епархијски гласник. 1918. - бр. 4/5.
- Реч за време служења заупокојене литургије по Епископу. Хермоген; Здрав канал; Реч пред отварање Сверуског изложбеног центра Сибира // Тоболски епархијски вестник. 1918. - бр. 21/22, 32-34.
- Лични принцип у човеку и његов морални значај; Беседе на представљању архипастирских штабова // Тоболски епархијски гласник. 1919. - бр. 10-14, 21.
- Осам дана са војницима у загрејаном возилу. Омск, 1919.
- О активностима проповедничког одреда у Белој армији од 26. фебруара 1919. // Гласник Омске цркве. 1919. - бр. 5/6.
- Говори и писма // Бела гарда. 2008. - бр. 10. - С. 77-78, 80-82.